# Bovegno
Bovegno là một đô thị trong tỉnh tỉnh Brescia thuộc vùng Lombardia, Ý. Đô thị này có diện tích 47 km², dân số 2321 người. Các đơn vị dân cư trực thuộc là: Graticelle, Ludizzo, Magno, Zigole, Savenone, Predondo, Castello, Piano. Các đô thị giáp ranh gồm: Artogne, Berzo Inferiore, Bienno, Collio (Brescia), Esine, Gianico, Irma (Italie), Marmentino, Pezzaze